# Канадский реестр огнестрельного оружия
Кана́дский рее́стр огнестре́льного ору́жия (англ. Canadian Firearms Registry) создан согласно Закону об огнестрельном оружии и ведётся Королевской канадской конной полицией (КККП) в рамках Канадской программы огнестрельного оружия. По закону, принятому либеральным правительством премьер-министра Жана Кретьена и введённому в действие двумя министрами юстиции Канады, Алланом Роком и Энн Маклеллан, всё огнестрельное оружие в Канаде должно быть зарегистрировано. Целью закона было сокращение числа преступлений путём упрощения поиска информации об огнестрельном оружии. Годовые текущие затраты на программу в 2010—2011 финансовом году составили 66,4 миллиона долларов.
Любой, кто желает приобрести огнестрельное оружие, должен сначала получить разрешение на владение и приобретение (РВП). Стоимость РВП на неограниченное в использовании оружие составляет 60 $, на ограниченное — 80 $, причём разрешение должно обновляться каждые пять лет. Дата истечения срока действия устанавливается в день рождения, следующий после истечения пяти лет после предыдущей выдачи разрешения.
Законопроект C-68 в 1993 году был принят в Парламенте как Закон об огнестрельном оружии, по которому вводился учёт огнестрельного и другого оружия, то есть лицензирование всех владельцев оружия и регистрация всего огнестрельного оружия. В частности, по этому закону, точные копии огнестрельного оружия, а также оружие, которым владели по наследству, становились запрещёнными устройствами. Этот закон прошёл слушания в Парламенте и получил королевскую санкцию в 1995 году. В 1996 году для контроля над выполнением мер, определённых данным законом, создан Канадский центр огнестрельного оружия.
Окончание регистрации по Закону об огнестрельном оружии было установлено в 2001 году, затем оно было перенесено на 1 января 2003 года. Семьдесят пять процентов владельцев оружия уложились в срок, отведённый для регистрации их огнестрельного оружия, в итоге на эту дату зарегистрировано 5,8 миллионов единиц огнестрельного оружия.
После смены правительства в 2006 действующее консервативное федеральное правительство объявило, что прощает всех владельцев винтовок и дробовиков, преследовавшихся за то, что к тому моменту по-прежнему не зарегистрировали своё огнестрельное оружие. Срок регистрации имеющегося оружия продлён до 16 мая 2013. С момента введения в 2001 и до настоящего времени регистрация длинноствольного огнестрельного оружия остаётся острой проблемой в канадской политике.

## История
Всё ручное огнестрельное оружие (ограниченное в использовании) подлежало регистрации ещё с 1934 года. Огнестрельное оружие регистрировалось в Канаде во время Второй мировой войны, когда из страха вражеской подрывной деятельности все граждане должны были регистрировать своё огнестрельное оружие. Эта регистрация продолжалась в Канаде и после войны. Кроме того, полностью автоматическое огнестрельное оружие в 1977 г. было запрещено (с исключениями для оружия, имеющегося на руках, хранящегося у имеющих разрешение коллекционеров полностью автоматического оружия и в театрах). В том же году был введён сертификат на приобретение огнестрельного оружия (СПОО), который был необходим для покупки любого огнестрельного оружия. При этом были введены дополнительные ограничения для ручного (ограниченного в использовании с 1934 г.) и полностью автоматического огнестрельного оружия (запрещенного с 1977 г.). Чтобы получить СПОО, не требовалось проходить подготовку до 1991 г., когда была создана Канадская программа курсов и тестирования по безопасности обращения с огнестрельным оружием (неограниченного, ограниченного использования или комбинированные курсы и тестирование) в рамках законопроекта C-17 (1991). Эта формальная подготовка, когда-то обычная во многих семьях и даже школах, привела к значительному снижению числа несчастных случаев из-за неправильного обращения с огнестрельным оружием. По законопроекту C-17 и последующим законам и королевским указам в совете, короткоствольное ручное огнестрельное оружие, оружие, предполагающее использование патронов .25 ACP и .32 ACP, и всё ручное огнестрельное оружие с длиной ствола менее 105 мм, за исключением некоторых видов оружия, используемого на соревнованиях по стрельбе, было запрещено. Кроме того, была проведена масштабная реклассификация огнестрельного оружия, чтобы отнести многие виды огнестрельного оружия с определёнными косметическими и функциональными характеристиками к категории регистрируемых как «ограниченные» или «запрещённые» виды огнестрельного оружия. Некоторые категории этих видов оружия были также предметом исключений из закона для владельцев и коллекционеров, включая некоторые немногочисленные допущения, касающиеся завещания или дарения определённых запрещённых видов огнестрельного оружия членам семьи для сохранения их как исторической ценности, произведённой до 1945 года.